# 禁寺

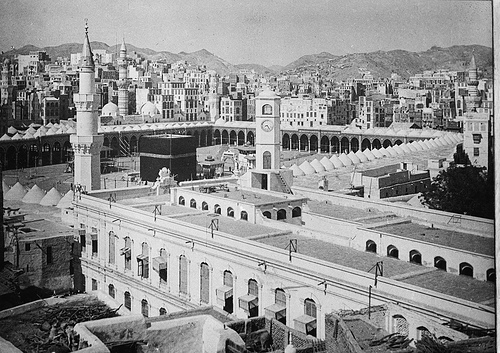
1910年的麥加禁寺

禁寺（羅馬化：Al-Masjidu al-Ḥarām），又譯麥加禁寺、麥加大清真寺，是位於沙烏地阿拉伯城市麥加的清真寺，它是全球穆斯林的每日的朝拜方向，也是伊斯蘭教最神聖的地方。禁寺有25个大门和9个高大宣礼塔，以克尔白（天房）为中心，面積達356800平方公尺，约可同時容納400萬人禮拜。其阿拉伯語原名的意思為「禁止（暴力行為）的清真寺」。
截至2020年8月，禁寺是世界上最大的清真寺和第八大建築。多年來經歷了重大的翻修和擴建。在歷經多位哈里發、蘇丹和國王的控制後，目前禁寺由沙烏地阿拉伯國王管理，他的頭銜是两圣地监护人。

## 歷史

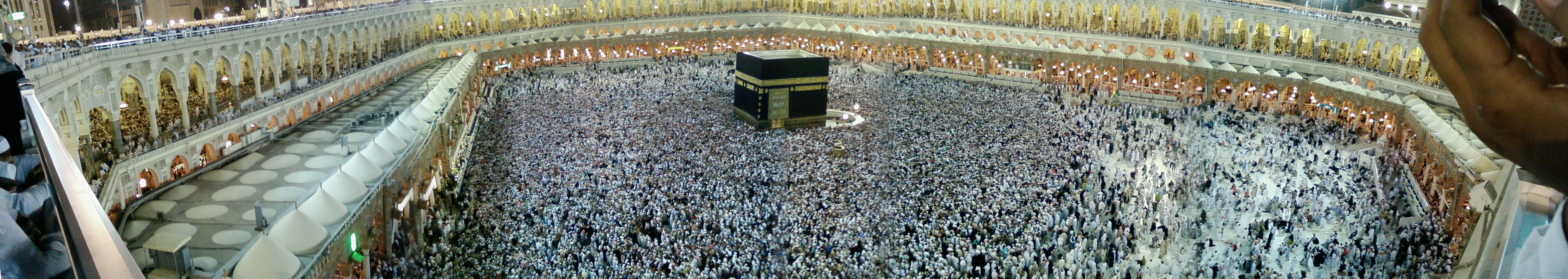
2007年朝覲期間

### 克爾白

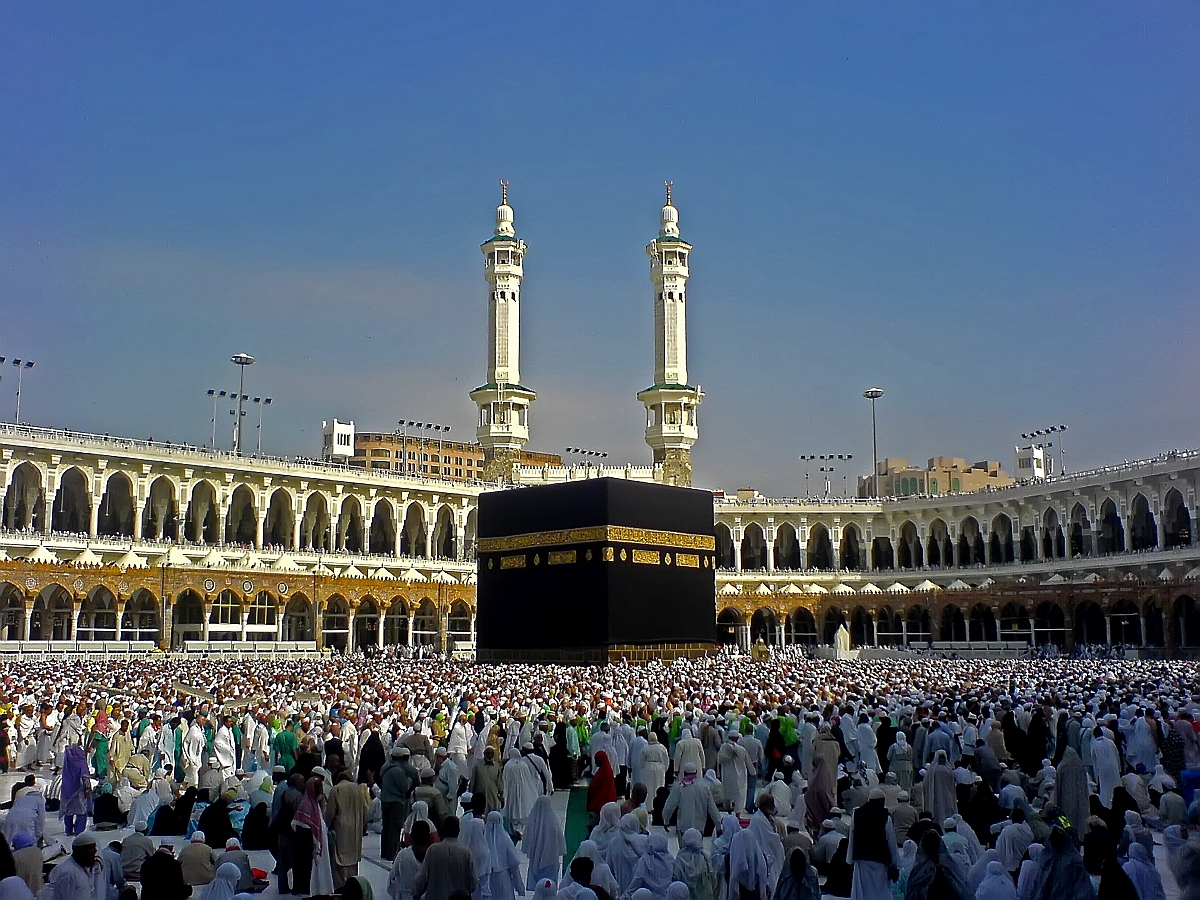
正在巡遊克爾白的朝覲者

## 意外事件

### 1979年攻擊事件
1979年11月20日，沙烏地傳道者歐泰比領導兩百名武裝的伊斯蘭主義份子攻佔麥加禁寺。他們宣稱沙特家族已不再代表純淨的伊斯蘭，禁寺和克爾白應當讓有真實信仰的人管理。他們挾持數萬名朝覲者並將自己關閉於寺內。此次事件持續兩週，導致156人死亡並嚴重毀損禁寺，尤其是薩法－瑪爾瓦長廊。然而以不流血方式平息這次動亂的卻是巴基斯坦的軍隊。法國國家憲兵干預隊派遣一諮詢小組，提供巴基斯坦軍隊武器與攻堅計劃。

### 1987年暴動
1987年7月31日，發生朝覲者的反美示威，當時正值兩伊戰爭期間，伊朗人民認為沙國是西方國家的傀儡，舉行反美、反以色列示威，並高喊「打倒美國，打倒蘇聯」的口號，沙烏地警方對手無寸鐵的群眾開槍，造成402人死亡，其中275名伊朗人、85名沙烏地人(包括警察在內)以及來自其他國家的45名朝覲者，649人受傷，其中303名伊朗人、145名沙烏地人（包括警察在內）以及201名來自其他國家的朝覲者。
此事情引來沙烏地阿拉伯及伊朗緊張關係，1988年4月21日兩國斷交。伊朗直至1991年兩國復交前，都抵制人民朝覲。

## 外部連結
- 现场直播 - 禁寺 （页面存档备份，存于）
- （英文）禮拜朝向定位系統 直接輸入使用者所在地即可顯示禮拜應面對的方向，可輸入各國文字